# Białoruska Partia „Zieloni”
Białoruska Partia „Zieloni” (biał. Беларуская партыя «Зялёныя», Biełaruskaja partyja „Zialonyja”, ros. Белорусская партия «Зелёные», Biełorusskaja partija „Zielonyje”) – proekologiczna partia polityczna na Białorusi, związana z opozycją demokratyczną. Jej przewodniczącym jest Aleh Nowikau (wcześniej Mikałaj Kartasz, Aleh Hramyka), a organem kierowniczym – Centralna Rada.

## Program
Deklarowanym celem partii jest stworzenie zdrowego środowiska życia dla ludzi, którego parametry socjalne i przyrodnicze zabezpieczają maksimum możliwości dla ich rozwoju; rozwój duchowości, wysoce moralnego stosunku do wszystkiego, co żyje, kształtowanie i rozpowszechnianie ekologicznego sposobu myślenia na wszystkie sfery życia ludzi, w tym na polityczną; pokój między narodami i krajami; zakaz, a w perspektywie likwidacja broni jądrowej, chemicznej i biologicznej, a także najbardziej brutalnych typów broni tradycyjnej.

## Historia
Zjazd założycielski odbył się 17 kwietnia 1994 roku. Partia została zarejestrowana przez władze 3 czerwca 1994 roku i przeszła pomyślnie obowiązkowy proces ponownej rejestracji 13 września 1999 roku. Nigdy nie zdołała uzyskać mandatów w wyborach do parlamentu. W wyborach w 2004 roku wystartowała wraz z partiami białoruskiej opozycji demokratycznej w Koalicji 5+. Wybory w latach 2000, 2004 i 2008 zostały uznane przez OBWE za niedemokratyczne, zatem ich oficjalne wyniki nie muszą odzwierciedlać rzeczywistego poparcia dla partii w białoruskim społeczeństwie.
W dniach 9–12 października 2008 r. w Paryżu odbył się kongres Europejskiej Partii Zielonych, w którego pracach wzięli udział delegaci BP„Z”. W jego trakcie rozpatrzono wniosek białoruskich Zielonych o przyznanie im statusu partii-obserwatora w EPZ. Uczestnicy kongresu jednogłośnie przychylili się do wniosku.
W wyborach prezydenckich 2010 roku partia wystawiła swojego kandydata: Juryja Hłuszakoua. Ten jednak 29 października zrezygnował z kandydowania w związku z niezebraniem 100 tysięcy podpisów poparcia, koniecznych do zarejestrowania kandydatury.